# Aaron Grosser
Aaron Grosser (* 6. Oktober 1996 in Hamm) ist ein ehemaliger deutscher Radrennfahrer.

## Sportliche Laufbahn
Als Junior hatte Aaron Grosser erste nationale Erfolge auf der Bahn. 2013 wurde er jeweils deutscher Vize-Meister in Teamsprint und in der Mannschaftsverfolgung, im Jahr darauf belegte er gemeinsam mit Felix Zschocke und Luca Felix Happke Rang drei im Teamsprint. Ab August fuhr er für das Team Stölting als Stagiaire, 2016 erhielt er einen Vertrag beim Team Sauerland. Seitdem startet er vorzugsweise bei Rennen auf der Straße.
Ebenfalls 2016 gewann Grosser eine Etappe der „Internationalen Oderrundfahrt“ für Junioren. 2018 belegte er bei Rund um Köln Platz sechs und wurde Dritter der U23-Straßenmeisterschaft. 2019 wechselte er zum Team Bike Aid. Im April des Jahres wurde er Zweiter der Belgrade-Banja Luka und errang im Sprint eines 40-köpfigen Vorderfelds auf der zweiten Etappe der Tour of Mersin seinen ersten Erfolg bei der UCI Europe Tour.
Im August 2020 erklärte Aaron Grosser seinen Rücktritt vom aktiven Radsport. Als einen Grund gab er an, dass wegen der COVID-19-Pandemie viele Rennen in diesem Jahr ausgefallen seien und er sich deshalb für eine Berufsausbildung habe entscheiden müssen.

## Erfolge
2019
- eine Etappe Tour of Mersin

## Teams
- 2015 Team Stölting (Stagiare ab 1. August)
- 2016 Team Sauerland NRW p/b Henly & Partners
- 2017 Team Sauerland NRW p/b Henly & Partners
- 2018 Team Sauerland NRW p/b SKS GERMANY
- 2019 Bike Aid
- 2020 Bike Aid (bis August 2020)